# 팍타 순트 세르반다
팍타 순트 세르반다(라틴어: pacta sunt servanda)는 약속은 지켜져야만 한다는 뜻의 라틴어 법격언이다. 오늘날 전 세계 민법(=국내민법)과 국제법(=국제민법)의 대원칙이다. 로마법의 신의칙(bona fide)에서 유래했다. bona fide를 신의성실의 원칙이라고 부르며, pacta sunt servanda를 계약충실의 원칙이라고 부른다. 국제법에서 계약충실의 원칙은 강행법규(ius cogens)와 사정변경의 원칙(Clausula rebus sic stantibus)에 의해 제한된다.
대한민국 대법원은 계약준수원칙이라고 표현한다.
사회계약설에 의해, 국가는 사회계약에 의해 성립되었다는 것이 오늘날 전 세계의 통설이며, 성문헌법이 그 계약서라고 본다. 성문헌법은 자연권을 실정화했고, 사회계약을 현실화했으며, 자연법과 실정법의 2단계 구조를 헌법과 법률로 구조화했다.(이국운, 헌법, 책세상, 2010)

## 관련조문
민법 제390조 (채무불이행과 손해배상)
채무자가 채무의 내용에 좇은 이행을 하지 아니한 때에는채권자는 손해배상을 청구할 수 있다. 그러나 채무자의 고의나 과실없이 이행할 수 없게 된때에는 그러하지 아니하다.
조약법협약
제 26 조 약속은 준수하여야 한다. 유효한 모든 조약은 그 당사국을 구속하며 또한 당사국에 의하여 성실하게  이행되어야 한다.

## 같이 보기
- 채무불이행
- 후고 그로티우스